# Oberkotzau
Oberkotzau – gmina targowa w południowo-wschodnich Niemczech, w kraju związkowym Bawaria, w rejencji Górna Frankonia, w regionie Oberfranken-Ost, w powiecie Hof. Leży na pograniczu Smreczan i Vogtlandu, nad rzeką Lamitz i Schwesnitz, przy drodze B15 i linii kolejowej Norymberga - Drezno.
Gmina położona jest 5 km na południe od centrum Hof i 42 km na północny wschód od Bayreuth.
W Oberkotzau jest stacja kolejowa Oberkotzau.

## Dzielnice
W skład gminy wchodzą następujące dzielnice: 
- Oberkotzau
- Fattigau
- Autengrün
- Pfaffengrün
- Wustuben
- Am Wendler
- Haideck